# روجر موريس بونيه
روجر موريس بونيه (بالفرنسية: Roger-Maurice Bonnet )‏ (و. 1937 – م) هو عالم فلك، وأستاذ جامعي من فرنسا . وهو عضواً في الأكاديمية الملكية السويدية للعلوم، والأكاديمية الدولية للملاحة الفضائية .

## التعليم
تعلم في كلية العلوم بباريس ‏

## مناصب وهيئات
أدار المركز الوطني للبحث العلمي، ووكالة الفضاء الأوروبية.

## جوائز
حصل على جوائز منها:
- نيشان جوقة الشرف من رتبة ضابط
- جائزة بيير جانسين
- ميدالية المركز الوطني للبحث العلمي البرونزية  [لغات أخرى]‏.